# Pavetta graciliflora
Pavetta graciliflora là một loài thực vật có hoa trong họ Thiến thảo. Loài này được Wall. ex Ridl. mô tả khoa học đầu tiên năm 1923.